# 毛花龙胆
毛花龙胆（学名：[Gentiana pubiflora] 错误：{{Lang}}：文本有斜体标记（帮助））为龙胆科龙胆属的植物，为中国的特有植物。分布于中国大陆的云南等地，生长于海拔2,600米至3,300米的地区，多生在灌丛下以及林下，目前尚未由人工引种栽培。